# Marana (Arizona)
Marana è un comune (town) degli Stati Uniti d'America che si trova principalmente nella contea di Pima, ma una piccola parte ricade nella contea di Pinal, nello Stato dell'Arizona. La popolazione era di 34 961 abitanti al censimento del 2010. Si trova a nord-ovest di Tucson. Marana era al quarto posto nella lista tra tutte le città dell'Arizona di qualsiasi dimensione in rapida crescita dal 1990 al 2000.

## Geografia fisica
Marana è situata a 32°23′12″N 111°07′32″W (32.386539, -111.125437).
Secondo lo United States Census Bureau, ha un'area totale di 121,70 mi² (315,20 km²).

## Origini del nome
Marana deve il suo nome alla parola spagnola maraña (un riferimento alla quercia spinosa), questo nome gli fu dato dagli operai della ferrovia nel XIX secolo che dovevano liberare l'area per l'arrivo della linea ferroviaria.

## Storia
Crocevia unico della cultura, dell'industria e dell'innovazione, Marana possiede una storia ricca e diversificata. L'abitazione documentata della regione si estende per oltre 4000 anni, quando le tribù dei nativi americani vivevano nell'area. La valle del Santa Cruz era un paradiso per diversi popoli per millenni, con le sue risorse abbondanti. Cosa più importante, il fiume Santa Cruz forniva all'area una delle risorse più importanti del sud-ovest: l'acqua. Infatti, l'elisir della vita sarebbe venuto a definire gran parte della storia di Marana, poiché l'agricoltura si era radicata come l'industria locale fondamentale.
Con l'avvento della Southern Pacific Railroad, sempre più famiglie cominciarono a trasferirsi nella regione, ma solo fino alla seconda metà del XX secolo Marana cominciò a modernizzarsi, ancora una volta, in risposta all'acqua. Nel 1977, con le risorse idriche sempre più ricercate, i fondatori di Marana decisero di incorporare la loro città di 10 miglia quadrate per proteggere il loro diritto dell'acqua. Da allora, avvenne un vero boom.

## Società

### Evoluzione demografica
Secondo il censimento del 2010, la popolazione era di 34 961 abitanti.

### Etnie e minoranze straniere
Secondo il censimento del 2010, la composizione etnica della città era formata dall'81,96% di bianchi, il 2,50% di afroamericani, l'1,24% di nativi americani, il 3,78% di asiatici, lo 0,13% di oceanici, il 6,69% di altre razze, e il 3,70% di due o più etnie. Ispanici o latinos di qualunque razza erano il 22,11% della popolazione.